# Автошлях Т 0818
Автошля́х Т 0818 — автомобільний шлях територіального значення в Запорізькій області. Проходить територією Василівського та Михайлівського районів через Василівку — Михайлівка. Загальна довжина — 14,9 км.

## Маршрут
Автошлях проходить через такі населені пункти:
| Автошлях Т 0818     |        |
| Запорізька область  |        |
| Василівський район  |        |
| Василівка           | Р37    |
| Михайлівський район |        |
| Михайлівка          | Т 0810 |